# Jean Goujon
Jean Goujon (Normandía?, c. 1510 - Bolonia, ca. 1564/1569) fue un escultor y arquitecto francés, una de las figuras más importantes del Renacimiento en el país.

## Biografía

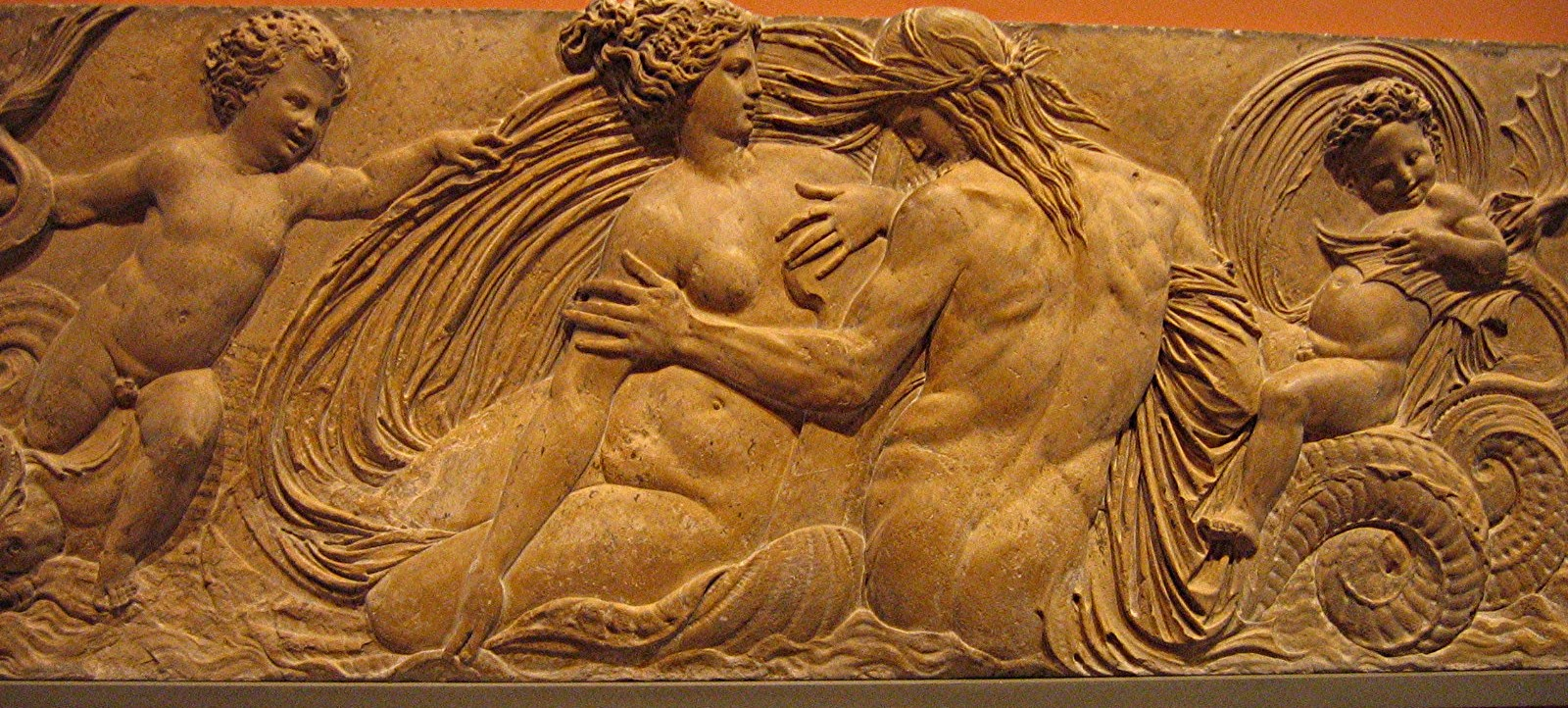
Ninfa y Tritón, Bajorrelieve de Jean Goujon, Museo del Louvre (París).

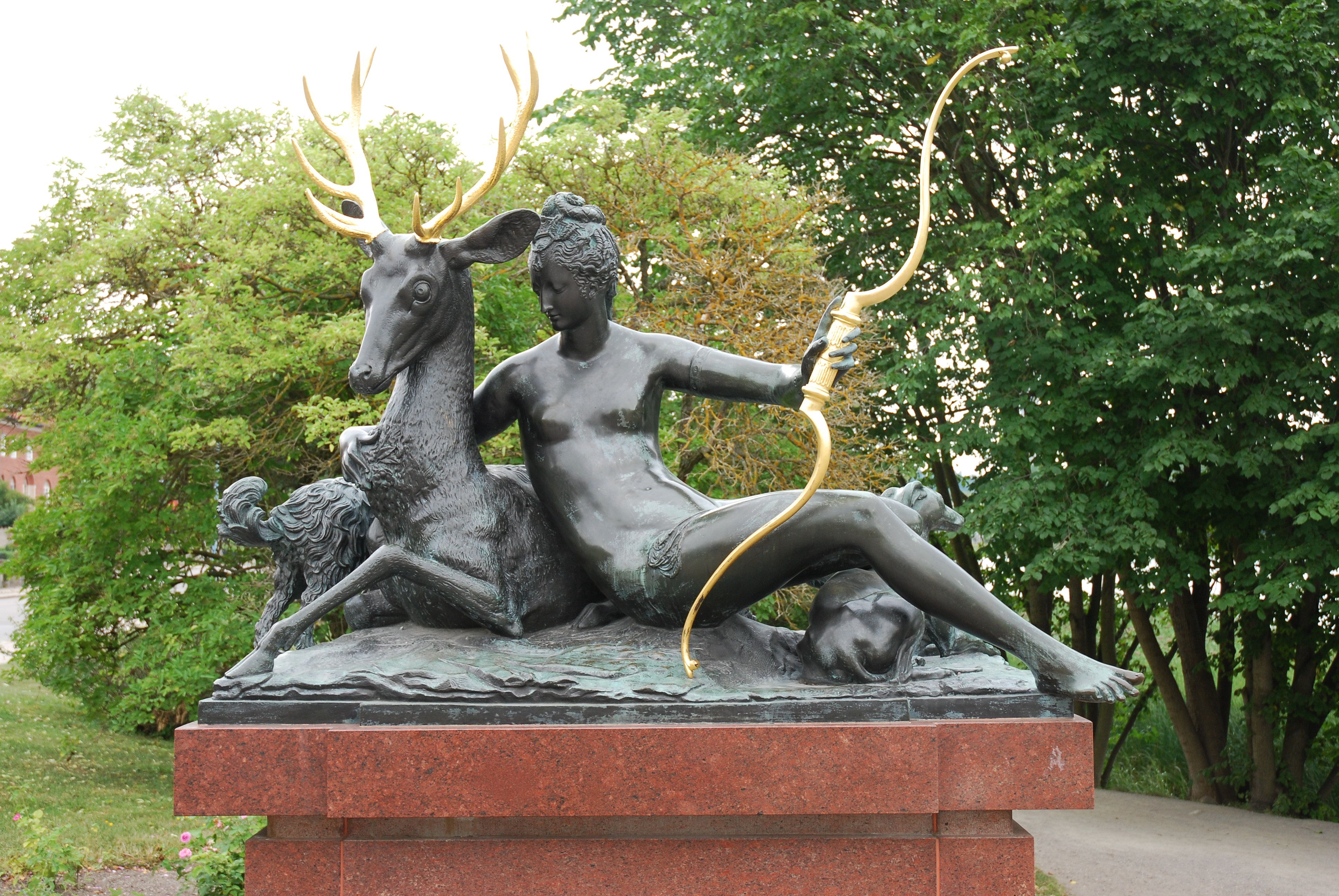
La escultura de bronce Diana con un ciervo, Parque Nobel, Estocolmo. El original fue encargado por el rey Enrique II de Francia para su amante Diana de Poitiers para ser colocado en el castillo de Anet. Estaba en el Museo del Louvre y se perdió durante la Segunda Guerra Mundial. Esta copia fue hecha en la década de 1960 por Bergmans Konstgjuteri en Estocolmo; otra copia, hecha al mismo tiempo, se encuentra en el Museo del Louvre. Ambas se hicieron a partir de otra copia en mármol (del Vaticano) por iniciativa del Museo del Louvre.

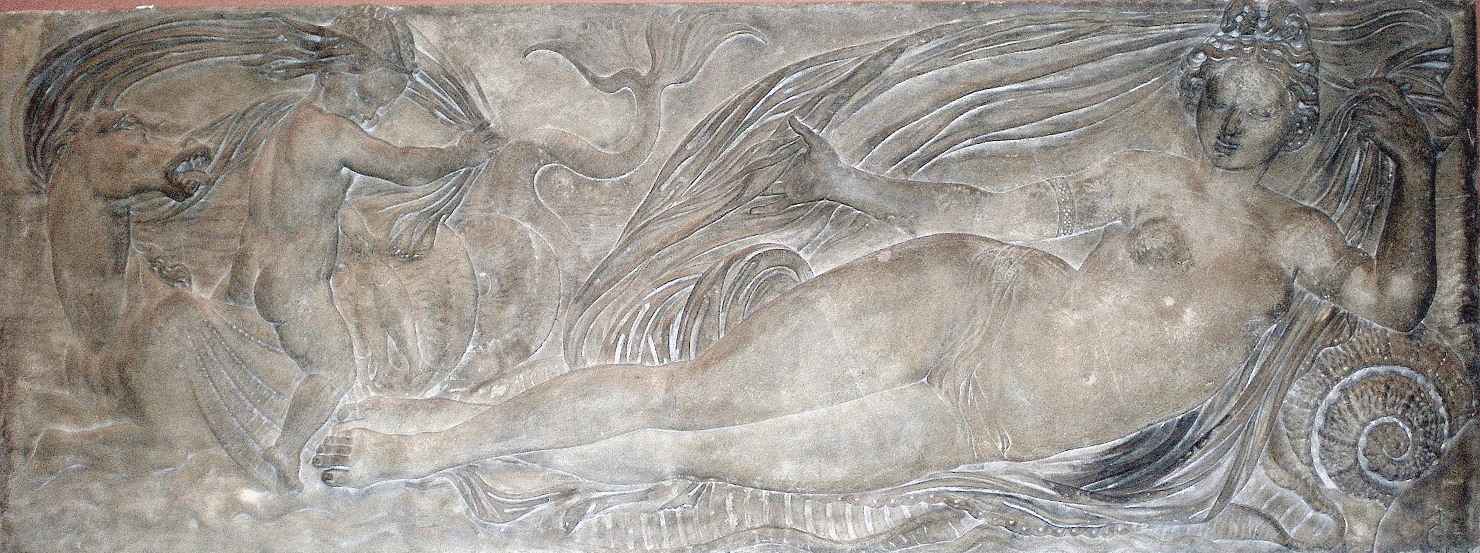
Ninfa y genio sobre un caballo marino, bajorrelieve de Jean Goujon, Museo del Louvre.

Sus primeros años de vida son poco conocidos, y es posible que viajase por Italia y en su época de formación permaneciese en Roma. Sus primeras obras conocidas son de 1541, cuando realizó los bajorrelieves del castillo de Écouen —para Anne de Montmorency—, las puertas de la iglesia de Saint-Maclou y la tumba de Louis de Brézé  en la catedral de Ruan.
Llegado a París hacia 1542, participó con otros cinco escultores como colaboradores del arquitecto Pierre Lescot, según los dibujos y modelos que se les proporcionaban. En las actas notariales, se le llama «imagier-façonnier» (reja de la Iglesia de Saint-Germain-l'Auxerrois de París) y después, en las obras para el palacio del Louvre, a partir de 1550, «maître sculpteur».
Sus obras más conocidas ejecutadas de acuerdo «les dessins de Pierre Lescot seigneur de Clagny» son:
- Bajorrelieves de la reja de la Iglesia de Saint-Germain-l'Auxerrois de París, 1544-1545 (destruidos en 1750);
- Ninfas de la fuente de los Inocentes (1547-1549), concebida para simbolizar el triunfo del rey en su entrada a la capital, fue planteada como una obra estable, hecha para la posteridad, al contrario de otros monumentos conmemorativos de la época, de carácter efímero. Fue trasladada al centro de la plaza de los Inocentes de París y destruida y modificada en parte al final del siglo XVIII.
- Las cuatro estaciones realizadas entre 1548-1550 para el hôtel de Jacques de Ligneris, primo de Pierre Lescot,[3] convertido ahora en el Museo Carnavalet de París;
- Cariátides (1550-1551) de la tribuna de los músicos del palacio del Louvre en la sala homónima, cuyo modelo evidente es la Tribuna de las Cariátides del Erecteion en la Acrópolis de Atenas. Goujon dulcificó la severidad del modelo griego, acentuando la gracia y la feminidad de las estatuas.
- Alegorías de la fachada del Louvre (1549-1555), en la Cour Carrée;

- Representaciones de los ríos Marne y Sena en la puerta de Saint-Antoine (destruida en 1778).

Se le atribuyen generalmente los grabados de la versión francesa del  Songe de Poliphile de Francesco Colonna (1546) —a partir de los grabados de la edición original (tal vez debido al estudio de Andrea Mantegna)— y los grabados para la traducción de Vitruvio de John Martin (1547). También habría realizó medallas para la reina Catalina de Médicis.
La Diana apoyada en un ciervo (ca. 1549), también llamada Fontaine de Diane, realizada para Diana de Poitiers para el castillo de Anet ha sido atribuida sucesivamente a Benvenuto Cellini, Jean Goujon y Germain Pilon. Todas estas atribuciones se han cuestionado o refutado. Es difícil juzgar el trabajo que fue completado en gran parte por Pierre-Nicolas Beauvallet antes de su instalación en el Museo del Louvre en 1799-1800. Alexandre Lenoir, director del Museo en ese momento, la adjudica a Jean Goujon.
Las figuras de Goujon son ovales, sensuales y fluidas. Sus drapeados revelan un conocimiento de la escultura griega. Siendo su obra difundida por toda Francia gracias a los grabados realizados por artistas de la Escuela de Fontainebleau, la pureza y la gracia de sus modelos influyeron en las artes decorativas. Su reputación conoció, a finales del siglo XVI, un ligero eclipse en favor de tendencias más manieristas, antes de agrandarse de nuevo en el Barroco y el Clasicismo.

Obras de Jean Goujon
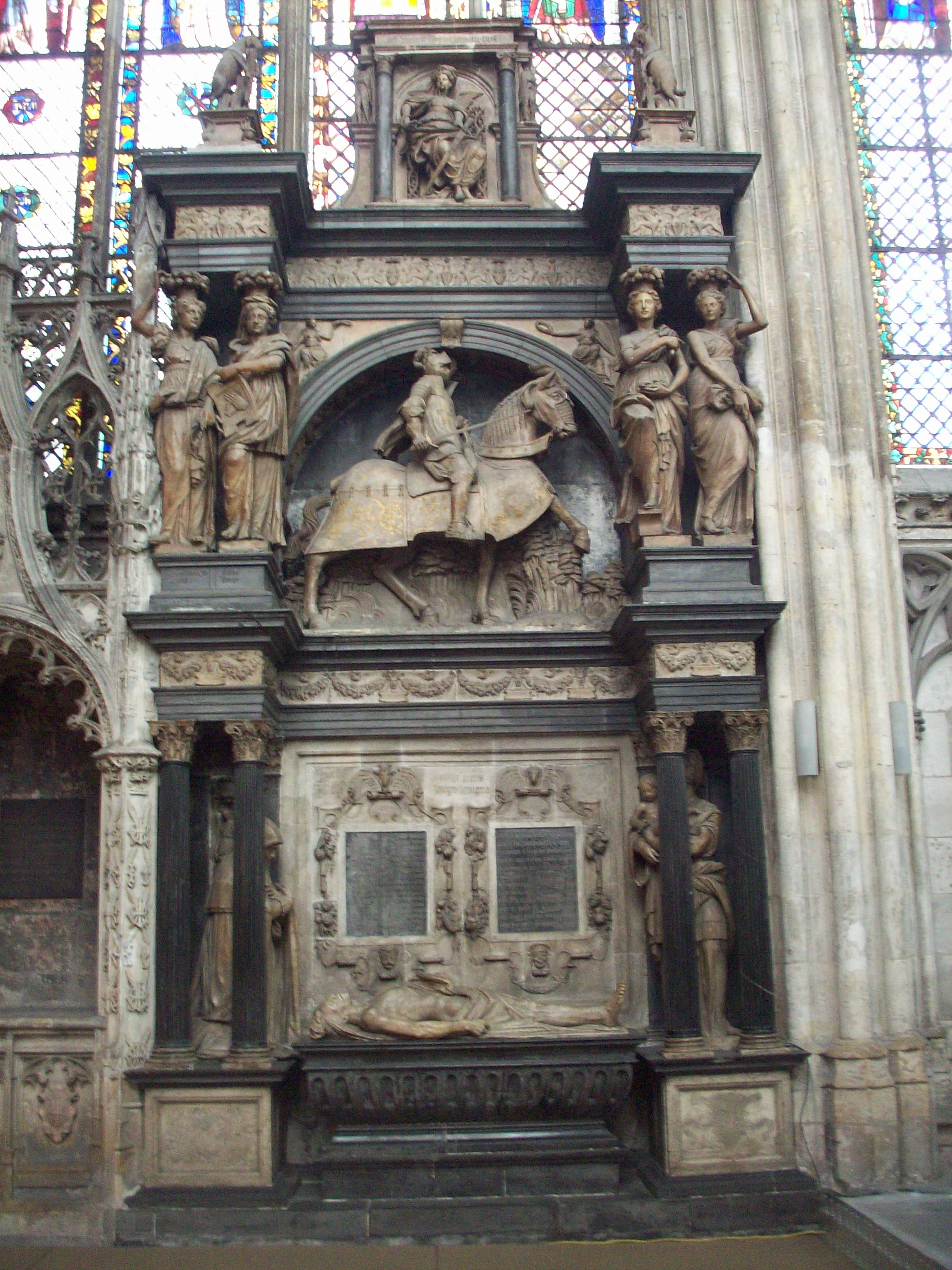
Tumba de Louis de Brézé
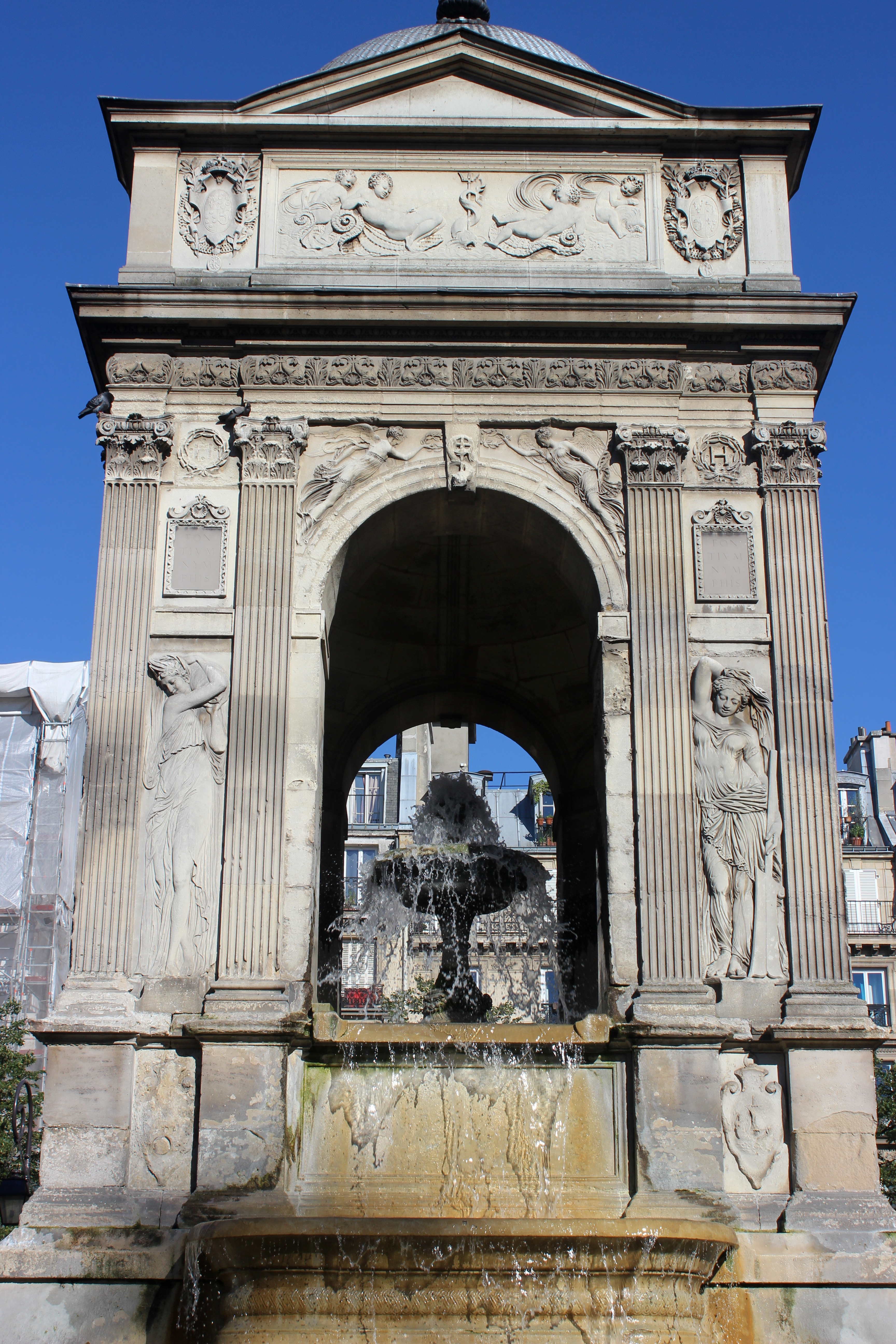
Fuente de los inocentes (1547-1549)
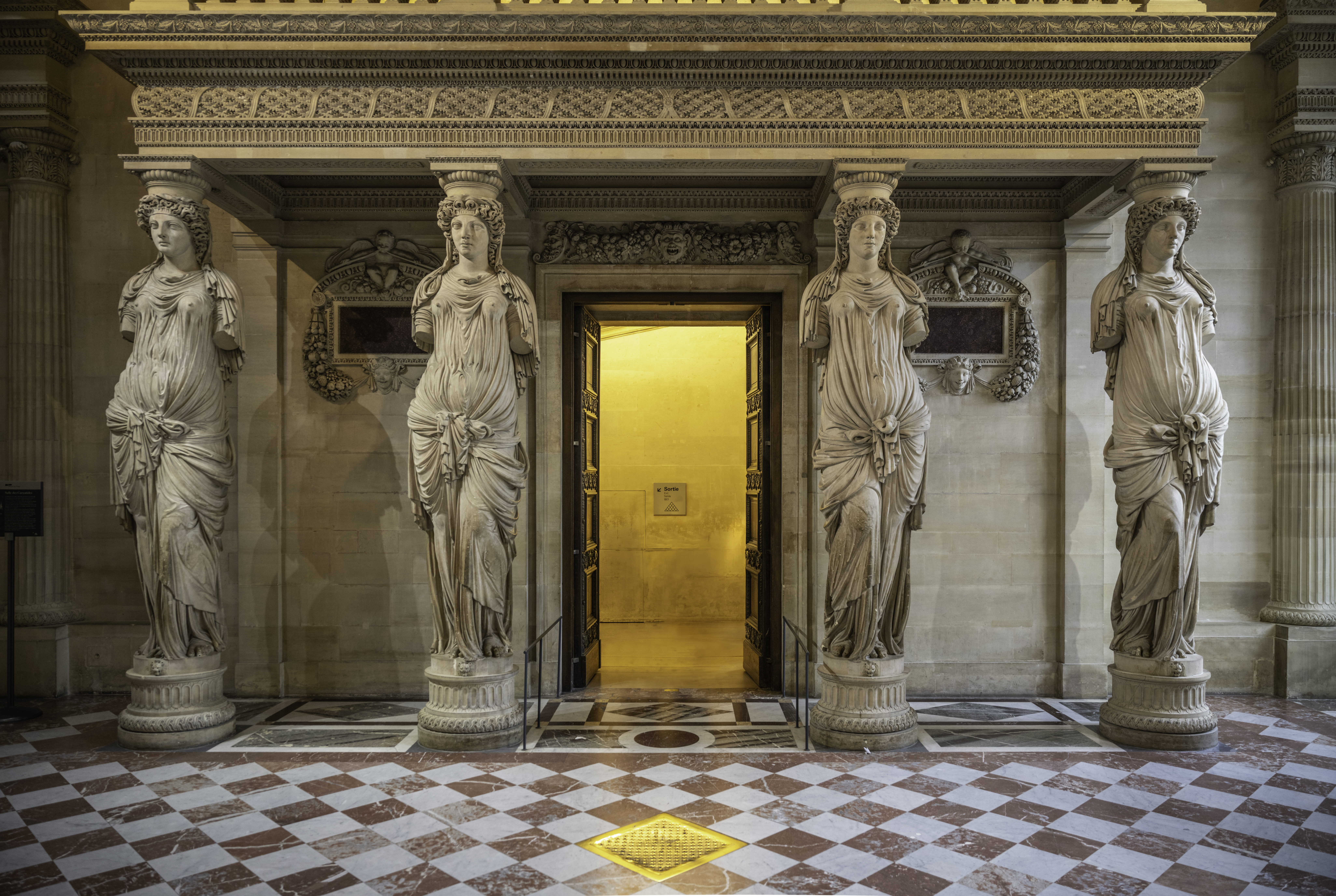
Las Cariátides del Louvre (1550-1551)
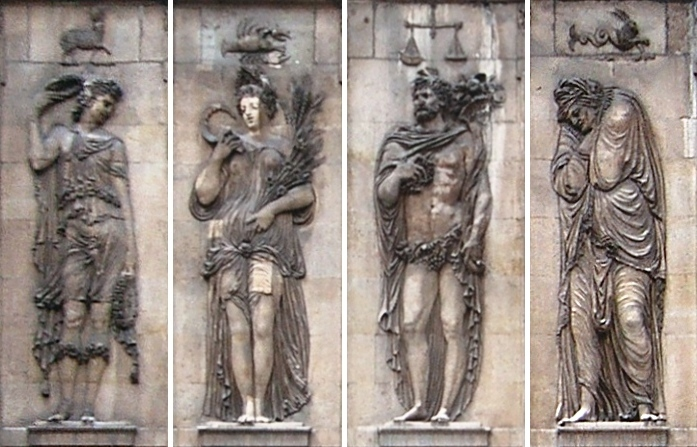
Las cuatro estaciones del Carnavalet (1548-1550)

### Fallecimiento
Se desconoce la fecha exacta de la muerte de Goujon. De religión protestante, su trabajo en la corte de Francia e incluso su presencia en París se volvió difícil cuando se incrementaron las tensiones religiosas. Una persistente leyenda mantiene que Goujon fue asesinado durante la masacre de San Bartolomé. Si ese fuera el caso, habría sido citado  a posteriori entre los célebres mártires del drama, lo que no fue el caso. La historia de su trágica muerte, sin embargo, se incluyó en muchas obras de crítica de arte y de divulgación en los siglos XVIII y XIX. Una investigación más reciente ha encontrado su huella entre los refugiados hugonotes en Bolonia en 1562. Habría muerto en Italia entre esa fecha y 1569.

## Obras en línea
- Esculturas (Museo del Ermitage)
  - Vénus et Cupidon (enlace roto disponible en Internet Archive; véase el historial, la primera versión y la última). Marbre entre 1510 et 1568

- Ninfas
  - Nymphe et un petit génie sur un dragon marin. Archivado el 4 de marzo de 2016 en Wayback Machine.

- Bajorrelieves (Museo del Louvre)
  - Santos:
  - Saint Marc Archivado el 4 de septiembre de 2009 en Wayback Machine.
  - Saint Lucas Archivado el 4 de marzo de 2016 en Wayback Machine.
  - Saint Matthieu Archivado el 3 de marzo de 2016 en Wayback Machine.
  - Saint Jean Archivado el 3 de marzo de 2016 en Wayback Machine.
  - Notre-Dame de Pitié Archivado el 3 de marzo de 2016 en Wayback Machine. ou Déploration du Christ